# Poláris pálya

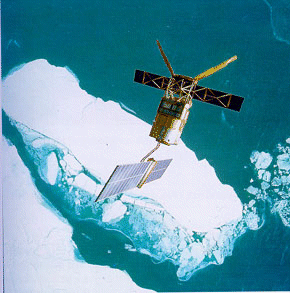
Poláris pályán keringő műhold az ESA ERS-1 távérzékelő holdja

Egy poláris pályán keringő űreszköz a központi égitest pólusai közelében halad el minden keringésnél, vagyis a pálya inklinációja az egyenlítőhöz képest 90° körüli.
Mivel a műhold pályasíkja szinte merőleges az égitest forgására, ezért minden keringésnél más földrajzi hosszúság felett halad el.
Poláris pályát gyakran használnak térképező-, távérzékelő-, felderítő- és meteorológiai műholdaknál.
Egy sarki terület hosszabb idejű megfigyeléséhez nagy excentricitású ellipszis pályát alkalmaznak, melynek apogeuma a célterület felett van. Erre példa a Molnyija-pálya.